# Bursai metró
A bursai metró (törökül: Bursaray) Bursa metróhálózata. Építése a 20. század 90-es éveiben kezdődött. Többnyire a felszínen fut, kis szakaszokon a föld alá vezették. Az első szakaszt 2002. augusztus 19-én helyezték üzembe. 2010 óta több lépcsőben bővítették. A vonalak száma 2, teljes hosszuk 38,9 km. A nyomtávolság Törökország többi metróhálózatához hasonlóan sztenderd 1435 mm-es. 